# 176 v.Chr.

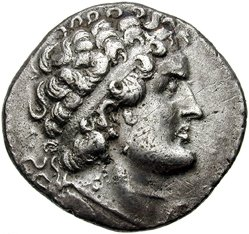
Ptolemaeus VI

Het jaar 176 v.Chr. is een jaartal in de 2e eeuw v.Chr. volgens de christelijke jaartelling.

## Gebeurtenissen

### Italië
- Gnaeus Cornelius Scipio Hispallus en Quintus Petillius Spurinus zijn consul in het Imperium Romanum.

### Griekenland
- Hippacus wordt benoemd tot archont van Athene.

### Egypte
- De 15-jarige Ptolemaeus VI Philometor wordt alleenheerser over Egypte, na de dood van zijn moeder Cleopatra I.

### Perzië
- Phraates I (176 - 171 v.Chr.) volgt zijn vader Priapatius op als heerser van Parthië. Hij versterkt het Parthische Rijk door het gebied van Hyrcanië te heroveren.

## Overleden
- Cleopatra I (~204 v.Chr. - ~176 v.Chr.), koningin van Egypte (28)
- Priapatius, koning van de Parthië